# Hypholoma subericaeum

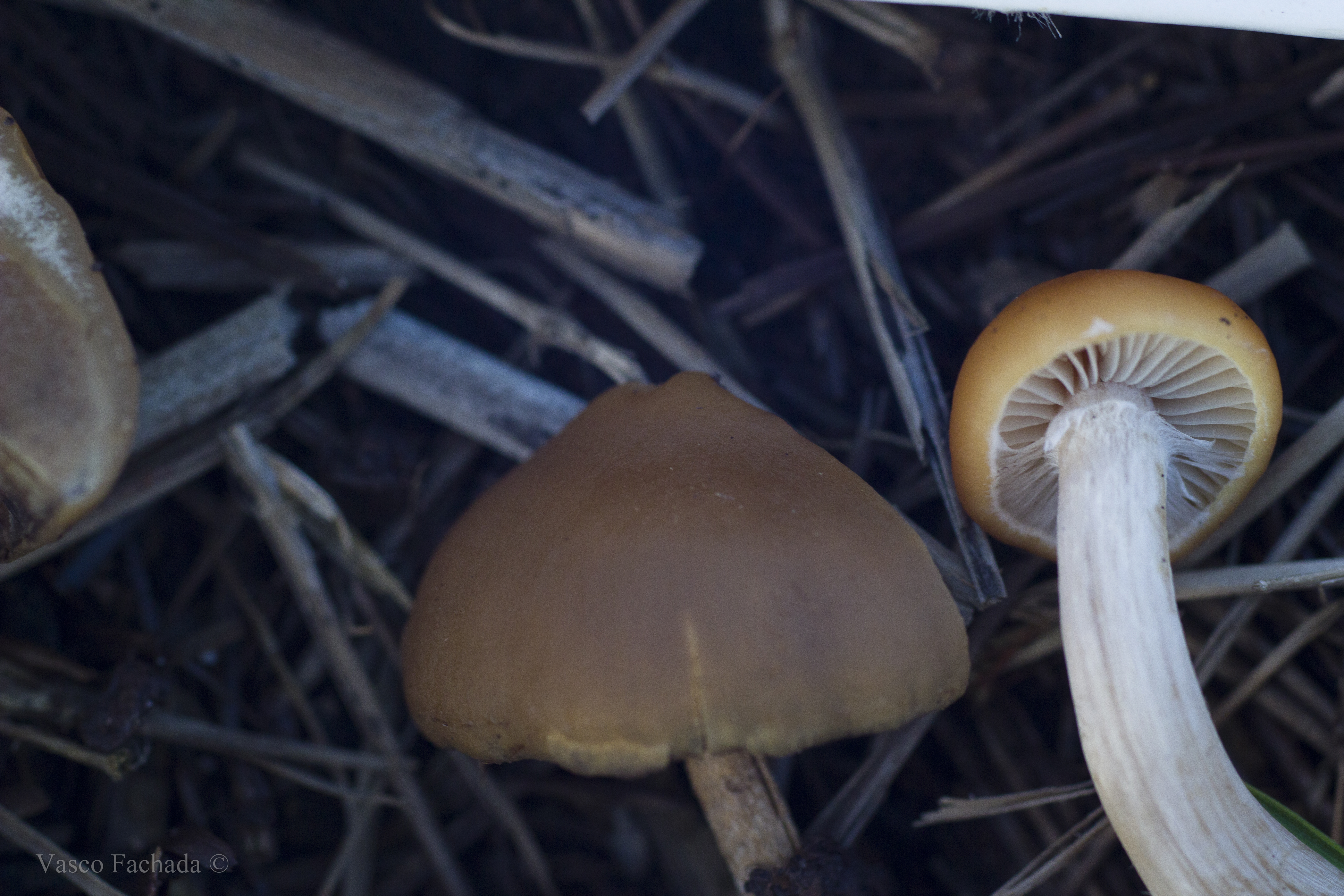

Hypholoma subericaeum (Fr.) Kühner – gatunek grzybów z rodziny pierścieniakowatych (Strophariaceae).

## Systematyka i nazewnictwo
Pozycja w klasyfikacji według Index Fungorum: Strophariaceae, Agaricales, Agaricomycetidae, Agaricomycetes, Agaricomycotina, Basidiomycota, Fungi.
Po raz pierwszy takson ten zdiagnozował w 1884 r. Elias Fries nadając mu nazwę Agaricus subericaeus. Obecną, uznaną przez Index Fungorum nazwę nadał mu w 1936 r. Robert Kühner.
Niektóre synonimy naukowe:

- Agaricus subericaeus Fr. 1884
- Geophila subericaea (Fr.) Kühner & Romagn. 1953
- Naematoloma subericaeum (Fr.) Singer 1951
- Psilocybe subericaea (Fr.) Sacc. 1887

Władysław Wojewoda w 2003 r. zaproponował polską nazwę łysiczka ochrowopłowa ale dla naukowej nazwy Psilocybe subericaea. Według Index Fungorum gatunek ten należy jednak do rodzaju Hypholoma (maślanka), nazwa polska jest więc niespójna z nazwą naukową.

## Morfologia
Kapelusz
Średnicy 0,8–4 cm, żółtawoochrowy, czerwono- lub oliwkowobrązowawy, higrofaniczny, podczas wysychania blaknący, półkulisty do lekko wypukłego. Skóra naga, niemazista, w bardzo wilgotnych stanowiskach z kryształkowatymi wydzielinami, po rozpostarciu bez śladów osłony. Brzeg tylko na starość prześwitująco żłobkowany.
Trzon
Białawy do miodowożółtawego, bliżej podstawy brązowawy, prawie nagi, tylko u góry delikatnie kosmkowaty.
Miąższ
Zapach trochę ziemisto-stęchły. Smak łagodny.
Blaszki
Bladoszarożółtawe, później fioletowobrązowe.
Wysyp zarodników
Zarodniki o średnicy 7,5–9,5 × 4,5–5,5 µm.

## Występowanie
Rośnie od września do listopada; w wilgotnych lasach liściastych, na glebach torfiastych i mulistych, na brzegach stawów i strumieni; rzadka.
Grzyb niejadalny.

## Gatunki podobne
Bardzo podobna jest maślanka żłobkowana (Hypholoma ericaeoides), lecz za pomocą mikroskopu można ją odróżnić po większych zarodnikach.